# 다크 나이트 라이즈
《다크 나이트 라이즈》(The Dark Knight Rises)는 크리스토퍼 놀런이 감독, 제작을 맡은 슈퍼히어로 영화이다. 놀런의 배트맨 시리즈의 마지막 작품으로, 대한민국에서는 2012년 7월 19일, 미국에서는 2012년 7월 20일에 개봉하였다. 지난 10년 동안 최고의 영화 중 하나로 꼽혔다 그리고 역대 최고의 영화.
그리고 모든 시간의 영화.

## 줄거리
고담시는 평화를 누리고 있지만 범죄의 공포로부터 고담을 구해낸 "배트맨"은 그 비밀과 함께 고독 속에서 살아가고 있다. 8년 전, 두 얼굴을 가진 하비 덴트의 악행으로 인한 도시의 분열과 조커의 죽음 이후 배트맨은 고담 시민들에게 영원히 존재하는 불사조처럼 자리매김했다. 하지만 그 평화는 오래가지 못한다.
새로운 악당이 등장한다. 리그 오브 섀도스 출신, 베인이라는 강력한 인물은 고담을 파괴하고자 새로운 음모를 세운다. 그는 심판의 날이라고 불리는 자신의 전략으로 도시를 뒤흔드리며, 배트맨의 모든 것을 망가뜨리고 그의 정체성을 드러내고 싶어한다.
배트맨은 다시 일어설 수 있을까? 베인은 고담에 대한 야심을 이루기 위해 치밀하고 예측 불가능한 계획을 실행하며, 배트맨은 자신과 고담의 운명이 엮여 있다는 것을 알게 된다. 브루스 웨인은 자신의 과거와 현재, 그리고 사랑하는 사람들과의 관계 속에서 어두운 미래를 맞이하게 된다.
죽음과 재탄생 사이... 배트맨은 베인의 위협을 물리치기 위해 다시 용기를 내고 고담 시민들을 지키려고 한다. 하지만 그 과정에서 그는 자신의 한계와 두 얼굴을 가진 정체성에 대한 진실을 깨닫게 되며, 최종적인 승리는 그의 새로운 시작과 함께 이루어진다.
다크 나이트 라이즈는 영웅의 비밀 속으로 숨겨진 진실, 그리고 어둠 속에서도 불꽃이 타오르고 있는 용기의 이야기를 담은 영화이다.

## 출연
- 크리스천 베일 - 브루스 웨인 / 배트맨 역
- 마이클 케인 - 알프레드 페니워스 역
- 게리 올드먼 - 제임스 고든 역
- 앤 해서웨이 - 셀리나 카일 역
- 톰 하디 - 베인 역
- 마리옹 코티야르 - 탈리아 알 굴|미란다 테이트 / 탈리아 알 굴 역
- 조셉 고든 레빗 - 로빈 존 블레이크 역
- 모건 프리먼 - 루시어스 폭스 역
- 리엄 니슨 - 라스 알 굴 역
- 조시 펜스 - 젊은 라스 알 굴 역
- 킬리언 머피 - 스케어크로우|조나단 크레인 / 스케어크로우 역
- 네스터 카보넬 - 앤서니 가르시아 역
- 매슈 모딘 - 피터 폴리 역

## 기록
대한민국의 경우 예매 오픈과 동시에 CGV 아이맥스(IMAX) 상영관이 개관한 이래 최다 사전 예매량을 기록하였다.

## 비평
대체로 비평가들은 이번 속편에 대하여 전작의 다크 나이트의 정교함에는 못 미치며 3부작의 맹점이 그렇듯 하나의 작품에 너무 많은 걸 넣으려다 흔들린 케이스 중 하나. 하지만 충분히 훌륭한 작품이라는 것에는 의견이 모인 편이다. 미국 비평가 사이트인 메타크리틱에서는 78점을, 로튼 토마토에서는 신선도 지수 87%에 평균별점 8점(190명의 평론가 비평)을 기록중에 있다.

## 인용
1. ↑  https://www.denofgeek.com/movies/100-best-movies-of-the-decade/
2. ↑  https://www.gamesradar.com/decade-best-movies-2010-2019/2/
3. ↑  https://www.themanual.com/culture/best-superhero-movies/
4. ↑  https://www.telegraph.co.uk/films/0/best-superhero-films-all-time-ranked/
5. ↑  https://www.gq.com.au/culture/entertainment/the-best-and-worst-superhero-films-of-all-time-ranked/image-gallery/83240b5555db7fadb456def651baee05
6. ↑  https://web.archive.org/web/20240815184633/https://www.telegraph.co.uk/films/0/best-movies-all-time-greatest-films-2021/
7. ↑  http://www.empireonline.com/301/list.asp?page=22
8. ↑  ‘다크나이트 라이즈’ 예매 13만 보관됨 2015-10-09 - 웨이백 머신 포커스신문사 백민재 기자, 2012년 7월 15일 보도, 2012년 7월 16일 확인.